# 占領目的阻害行為処罰令
占領目的阻害行為処罰令（せんりょうもくてきそがいこういしょばつれい）とは、日本の政令。連合国軍最高司令官総司令部（GHQ）の目的に反する行為を処罰することを目的として制定されたポツダム命令。

## 概要
占領目的阻害行為処罰令の前身にあたる法令は、1946年（昭和21年）6月12日に公布され、同7月15日より施行された、聯合国占領軍の占領目的に有害な行為に対する処罰等に関する勅令（昭和21年勅令第311号）である。
「占領目的に有害な行為」を「連合国最高司令官の日本帝国政府に対する指令の趣旨に反する行為」、
「その指令を施行するために、連合国占領軍の軍、軍団又は師団の各司令官の発する命令の趣旨に反する行為」、
「その指令を履行するために、日本帝国政府の発する法令に違反する行為」と定義していた。
この中で、占領目的に有害な行為をした者は、10年以下の懲役若しくは罰金又は拘留若しくは科料に処すると規定された。
また、占領目的に有害な行為からなる事件については、連合国最高司令官の指令又はその指令を履行するために、日本国政府が発する法令に特別の定のある場合以外は公訴を行わなければならず、事件の裁判管轄が連合国軍事占領裁判所に移された場合を除いて公訴を取り消すことができず、起訴便宜主義が否定されていた。
この勅令を全部改正したのが占領目的阻害行為処罰令（昭和25年政令第325号）であり、1950年（昭和25年）11月1日に施行された。
同令の処罰規定が適用された例としては、二・一ゼネストを計画した伊井弥四郎、伊藤律会見報道事件で虚偽報道をした朝日新聞記者、第一次朝鮮スパイ事件における北朝鮮工作員の例がある。
その後、この処罰例は、『ポツダム宣言の受諾に伴い発する命令に関する件に基く法務府関係諸命令の措置に関する法律』（昭和27年5月7日法律第137号）により、1952年（昭和27年）5月7日をもって廃止された。
サンフランシスコ平和条約と同時に締結された旧日米安保条約および日米行政協定により、日本の国内においては完全に日本の主権が及ぶことになり、GHQの指令およびポツダム政令等の超憲法的な管理法体系は廃止されることになった。そのため、対米関係や治安維持に関する多くのポツダム勅令・政令が法律化されることになり、刑事裁判権等の特例に関する勅令（昭和21年勅令第274号）および占領目的阻害行為処罰令に代わる法律として、1952年（昭和27年）5月7日に刑事特別法として国内法化されている。